# Xanthiria primulina
Xanthiria primulina är en fjärilsart som beskrevs av Druce 1889. Xanthiria primulina ingår i släktet Xanthiria och familjen nattflyn. Inga underarter finns listade i Catalogue of Life.